# كهرمان

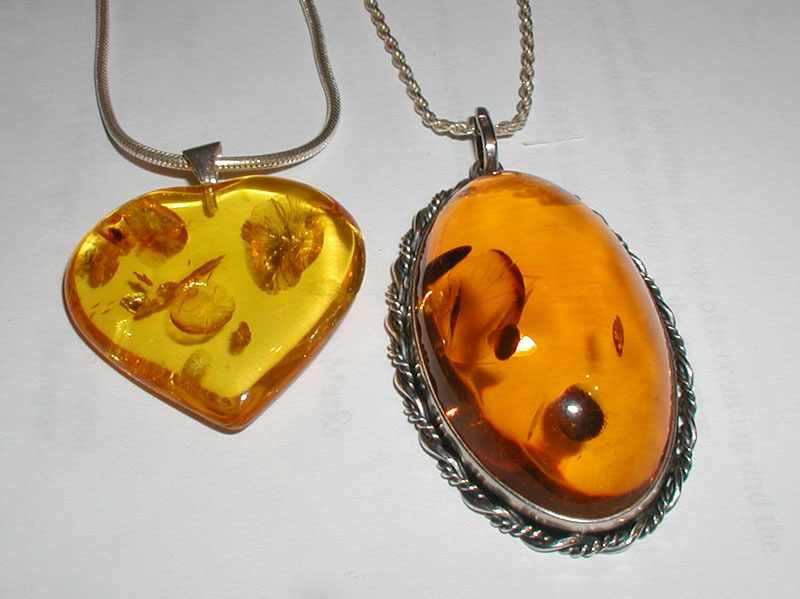
الكهرمان

الكَهْرَمَان راتنج متحجر من الأشجار الصنوبرية المنقرضة في بعض مناطق الغابات الصنوبرية العالمية وتحجرت وتشكلت قبل آلاف السنين. الكهرمان لا يعدّ إطلاقاً من مجموعات الأحجار الكريمة المعدنية الأساسية وإنما مواد عضوية متحجرة بمعنى من المواد النباتية العضوية. ولذلك هو هش ويبعث رائحة الشجر الصنوبري عند فركه باليد أو إحراقه ويتدرج لونه في العادة من الأصفر إلى الأصفر الداكن، ويوجد إما بأشكال دائرية أو كتل غير منتظمة الشكل أو بشكل حبوب أو قطرات. هو هش قليلاً ويبعث رائحة مقبولة عند فركه باليدين، وعند إحراقه يصدر لهباً لامعاً ورائحة زكية ويصبح كهربائياً سلبياً بالاحتكاك. توجد أصناف من الحشرات المنقرضة مغلفة أحياناً في عينات الكهرمان.
تجدر الإشارة إلى أن الكهرمان الدومينيكي لا يتم تحسينه بالحرارة، أو بعلاج النفط، كما لا يتم تعقيمه بالموصدة مثل الكثير من عنبر دول البلطيق. أضف إلى أنه لا يتم استخدام أي كهرمان مضغوط. فهذه التقنيات ليست معروفة حتى في تلك المناطق. كما وأن الألوان الزرقاء، والخضراء، والأرجوانية يمكن رؤيتها بسبب أشعة الشمس ما فوق البنفسجية ومصادر أخرى للنور. وهذا يعني أنه الكهرمان فلوري ونتيجة لذلك فيمكنه أيضاً أن يتميز عن الكهرمان الذي تم تلوينه وتحسينه اصطناعياً بكونه عنبراً أصلياً.

## وجه التسمية
الكهرمان لفظ فارسي عربيُّه العنبر الأشهب.
أصله غير معروف، والظاهر أنه مشتق من لفظة كهرم بزيادة الألف والنون للنسبة، معناها الأعمل والأشد تأثيرا، وأصلها كرتمه بمعنى المؤثر والعامل.
كلمة كهرمان بالتركية أو قهرمان معناها البطل.

## تكوين الكهرمان

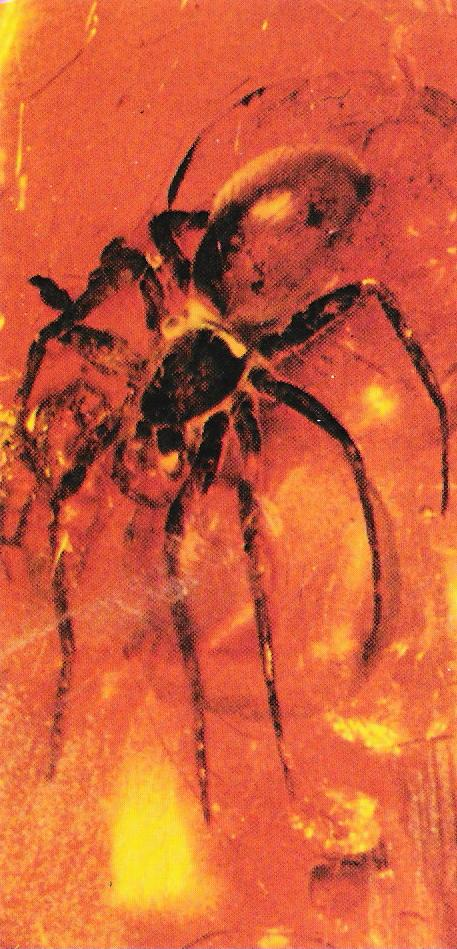
حشرات داخل الكهرمان

يتكون من مادة شبة صلبة غير متبلورة عضوية وغير منتظمة تفرز عن طريق الجيوب والقنوات خلايا النباتات. يعدّ العنبر متغاير الخصائص من حيث التركيب ولكنه متناسق من حيث الأجساد الراتينجية المتعددة فهو أكثر ميولاً للذوبان في الكحول وسائل الأثير والكلوروفورم والتي ترتبط وتتحد مع عناصر أخرى (مادة حمرية) التي لا تذوب أو تتحلل، ويعدّ الكهرمان مجموعة من العناصر الكيميائية المتبلمرة وهي أتحادات جزئيين أو أكثر من مركب ما لتشكيل مركب ذي وزن جزئي أكبر بمعنى تحول مركب ما إلى آخر من أجزاء عدة متماثلة. ولأنه لين ولزج فإنه يحتوي في ثناياه في كثير من الأحيان حشرات والفقاريات الصغيرة وبذور أو أجسام غريبة التي تلتصق به خلال مرحلة الانتقال إلى حالة التحجر وتوجد أيضًا أصناف من الحشرات المنقرضة مغلفة أحيانًا في عينات الكهرمان.

## اللون في الكهرمان
بسبب تنوع الشجر الصمغي المتحجر فقد تنوعت أنواع وألوان وأشكال العنبر، فالاسم عنبر تعني اللون الأصفر أو البرتقالي لكن ألوانه تبدأ من الأبيض - الأصفر - البرتقالي - احمر- البني يصل لدرجة الأسود، ويتدرج لونه ما بين درجات المزيج اللوني فمثلاً من أصفر قاتم إلى أصفر شاحب ليموني، وهناك ألوان نادرة مثل الأحمر العنبري ويطلق عليه اسم العنبر الأحمر والعنبر الأخضر وهناك أنواع نادرة جدًا تحمل اللون الأزرق.

## أماكن تواجد الكهرمان
تم الحصول عليه في العصور القديمة من ساحل بحر البلطيق الجنوبي وجمهورية الدومينيكان
ما زال موجودا إلى الآن. ويوجد أيضا كميات صغيرة في صقلية، رومانيا، سايبيريا، غرينلاند، مينامار (المعروفة سابقا ببورما)، أستراليا، والولايات المتحدة. وتعتبر بلدان البلطيق وامتدادها شرقا إلى روسيا وتتحجر فية أنواع من الحشرات والقوارض تختلف عن مناطق أخرى وبخاصة اجزاء من سيبيريا من أكبر مخزونات العالم ومن ثم تأتي دولة الدومنيكان ولكل منها جودة خاصة به
يستعمل الكهرمان في الفنون وفي صناعة المجوهرات، حمالات السيجار، وسدادات الانابيب.